# San Román de los Montes
San Román de los Montes es un municipio y localidad española de la provincia de Toledo, en la comunidad autónoma de Castilla-La Mancha. El término municipal tiene una población de 2112 habitantes (INE 2024).

## Toponimia
El término "San Román" se deriva de "Romanus" o "Romano", un santo con culto documentado en los siglos X y XI.  Probablemente el municipio se llamó así porque su iglesia estaba dedicada a ese santo. El término "del Monte" se debería a la zona montañosa donde se encuentra.

## Geografía
El municipio linda con los de Marrupe, Hinojosa de San Vicente, Castillo de Bayuela, Cazalegas, Pepino y Cervera de los Montes, todos pertenecientes a la provincia de Toledo.

## Historia
Apenas si existen datos de su historia pasada en los archivos municipales debido a que fue destruido por un fuego en 1860. Es probable que tras la reconquista fuera ocupada por gentes de Ávila. El rollo jurisdiccional indica el título de Villa, que conseguiría a comienzos del siglo XVI.
A mediados del siglo XIX, el lugar tenía contabilizada una población de 384 habitantes. La localidad aparece descrita en el decimotercer volumen del Diccionario geográfico-estadístico-histórico de España y sus posesiones de Ultramar de Pascual Madoz de la siguiente manera:

ROMAN DE LOS MONTES (San): v. con ayunt. en la prov. de Toledo (11 leg.), part. jud. de Talavera de la Reina (2 1/2), dióc. de Avila (12), aud. terr. de Madrid (20), c. g. de Castilla la Nueva: sit. en una llanura á la falda del cerro de San Vicente, es de clima templado, reinan los vientos E. y O., y se padecen intermitentes, pleuritis, dolores artríticos y reumatismos nerviosos. Tiene 128 casas con la del ayunt., cárcel, escuela dotada con 2.000 rs. de los fondos públicos, á la que asisten 30 niños; igl. parr. (San Roman) con curato de segundo ascenso, de provision ordinaria, á su inmediacion el cementerio, y al NE. en un pequeño cerro la ermita de Ntra. Sra. del Buen-Camino. Se surte de aguas potables en 2 fuentes, la una con caño, y un pozo público, todas delgadas. Confina el térm. por N. con el de Hinojosa de San Vicente; E. Castillo de Bayuela; S. Talavera, y O. Marrupe y Cervera, estendiéndose 1 1/2 leg. de N. á S., 1 de E. á O., y comprende las deh. de Malpartida, Dehesillas y Serranillos en las cuales existe su casa para el guarda; un baldío del comun de vec., todas pobl. de encinas, alcornoques y enebros con buenos pastos; 3 alamedas de dominio particular, canteras de cal y tierras de labor. Le bañan el r. Alberche, que divide su térm. al S. , los arroyos de Guadamora y otros insigniticantes que no tienen nombre fijo. El terreno es muy inferior, á escepcion de 3 huertas al E. del pueblo, todo de secano. Los caminos vecinales. El correo se recibe en Talavera, por balijero, tres veces á la semana. prod.: centeno, poco trigo, cebada, garbanzos, patatas y verduras; se mantiene ganado de cerda, lanar y vacuno, y se cria caza menuda. ind. y comercio: 1 fáb. de pucheros, 1 molino harinero, elaboracion y conduccion de carbon y venta de alguna seda que se cria. pobl.: 92 vec., 384 almas. cap. prod.: 437,900 rs. imp.: 11,107. contr., segun el cálculo oficial de la prov., 74'48 por 100. El presupuesto municipal 6,206, del que se pagan 2,200 al secretario, y se cubre en su totalidad con el fondo de propios.
(Madoz, 1849, p. 549)

## Demografía
Cuenta con una población de 2112 habitantes (INE 2024).
| Gráfica de evolución demográfica de San Román de los Montes entre 1842 y 2021 |
| |
| Población de derecho según los censos de población del INE Población de hecho según los censos de población del INEEn estos censos se denominaba San Román: 1842, 1857, 1860, 1877, 1887, 1897, 1900, 1910, 1920, 1930, 1940, 1950 y 1960 |

| 596                       | 685 | 712 | 726 | 761 | 788 | 858 | 1,005 | 1,187 | 1,369 |
| (Fuente: INE [Consultar]) |     |     |     |     |     |     |       |       |       |

NOTA: La cifra de 1996 está referida a 1 de mayo y el resto a 1 de enero.

## Administración
| Periodo   | Nombre                    | Partido       |
| --------- | ------------------------- | ------------- |
| 1979-1983 | Julio Martín Díaz         | Independiente |
| 1983-1987 | Julio Martín Díaz         | AP/PDP/UL     |
| 1987-1991 | Julio Martín Díaz         | PP            |
| 1991-1995 | Miguel Sánchez Corrochano | PSOE          |
| 1995-1999 | Miguel Sánchez Corrochano | PSOE          |
| 1999-2003 | Miguel Sánchez Corrochano | PSOE          |
| 2003-2007 | Miguel Sánchez Corrochano | PSOE          |
| 2007-2011 | Francisco Sánchez Pérez   | PSOE          |
| 2011-2015 | Francisco Sánchez Pérez   | PSOE          |
| 2015-2019 | Francisco Sánchez Pérez   | PSOE          |
| 2019-2023 | Francisco Sánchez Pérez   | PSOE          |
| 2023-act. | Luisa Nieto               | PP            |

## Patrimonio

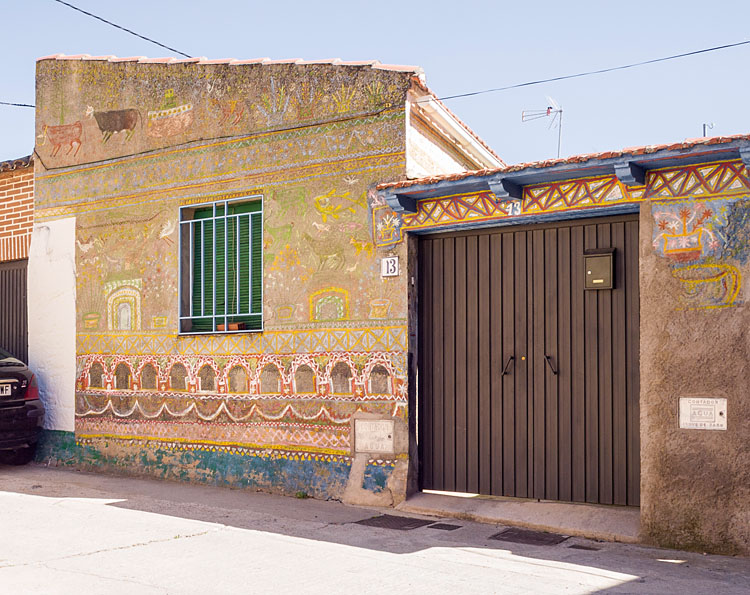
Casa pintada

- Castillo de San Román. Su origen, como el de la población, vienen del campamento romano que se asentó en la parte más alta de la actual localidad, aunque se cree que una aldea celta ya existía por una pila trilobulada, restos que se encuentran en el Pozo Blanco. Talavera de la Reina "Caesarobriga" era una importante ciudad romana que debía ser defendida, y la situación privilegiada que servía para vigilar todos los "cuellos de montaña" que convergían en el lugar, en su momento por ejemplo de Viriato, héroe Lusitano que tenía sus campamentos de invierno en la zona del cerro de San Vicente. Más adelante en plena Reconquista la familia Dávila construyó un castillo como lugar de defensa para la población local ante las rafias árabes que venían del sur. En el siglo XVII se construyó una casa con los restos del castillo adherida a este conocida como "la casa grande" que con el tiempo quedó vinculada a lo que quedaba del castillo. En la guerra de Independencia tuvo lugar la Batalla de Talavera cuyo frente corría desde el río Tajo hasta más allá del cerro de Madellín donde se encontraban las baterías hispaño-inglesas, la batalla de Talavera donde el General García de la Cuesta y el General inglés Arthur Wellesley consiguieron una victoria frente a las tropas napoleónicas y a la que asistió el mismo Rey José y que tuvieron que retirarse hacia Madrid, convencidos de que era el final de la ocupación de España.En su retirada fueron destruidos los restos de este castillo, ya que las baterías napoleónicas no distaban mucho de ese lugar. Hace unos treinta años se realizaron las obras de restauración de los restos del castillo por una familia particular, sin ayuda de ninguna clase.
- Rollo o picota. Se trata de un rollo o columna de piedra con las armas del señorío correspondiente, que había a la entrada de algunos lugares, donde se exponían las cabezas de los ajusticiados o reos a la vergüenza. Era uno de los signos que se solía conceder a los lugares, bien por cesión directa o en formación de un señorío o condado. Normalmente se alzaba el mismo día de la cesión del privilegio, y se anunciaba con la pena de muerte unas veces y otras con una sanción de mil maravedíes a quien osase tocarla. Siendo símbolo del castigo a quienes no respetan las leyes. El rollo o picota de San Román se alza en el centro de su plaza principal siendo el vértice de un ángulo recto entre el ayuntamiento y el castillo. Data del año 1539, coincidiendo con la titulación de la villa, dada por el rey Carlos I a favor de Gómez Dávila, octavo señor de San Román. Antonio Dávila Álvarez de Toledo y Colonna, presidente del Consejo de Órdenes Militares, fue creado. I marqués de la Villa de San Román el 21 de noviembre de 1614. Hoy es marquesa de la Villa de San Roman, Pilar Paloma de Casanova y Barón, duquesa de Maqueda, marquesa de Astorga y de Ayamonte, condesa de Monteagudo de Mendoza y de Valhermoso, baronesa de Liñola, grande de España, casada con Francisco López de Becerra de Sole, señor de Tejada, comendador de las órdenes de Isabel la Católica y del Mérito Civil. Este rollo de unos cuantos metros de altura se halla, como hemos dicho, en la plaza pública; descansa sobre gradas de piedra, a las cuales le siguen una base del mismo material, piedras labradas con vistosas alegorías, que al mismo tiempo soportan el peso de seis tambores de piedra. Estos seis tambores representan los seis roeles del escudo de la casa Dávila y son los que forman la columna. El último de éstos tiene grabado el escudo de armas del señorío. Dicho escudo está partido por la mitad, en la parte izquierda están los seis roeles de la casa y en la derecha está el castillo, que corresponde al propio de Teresa Carrillo de Mendoza, esposa de Gómez Dávila. Esta columna termina en cuatro cabezas de monstruos (quizá perros), rematando el conjunto un cono labrado con ocho filas de escamas y dos pequeñas esferas. En su día formaba la cúspide una cruz de hierro hoy desaparecida.

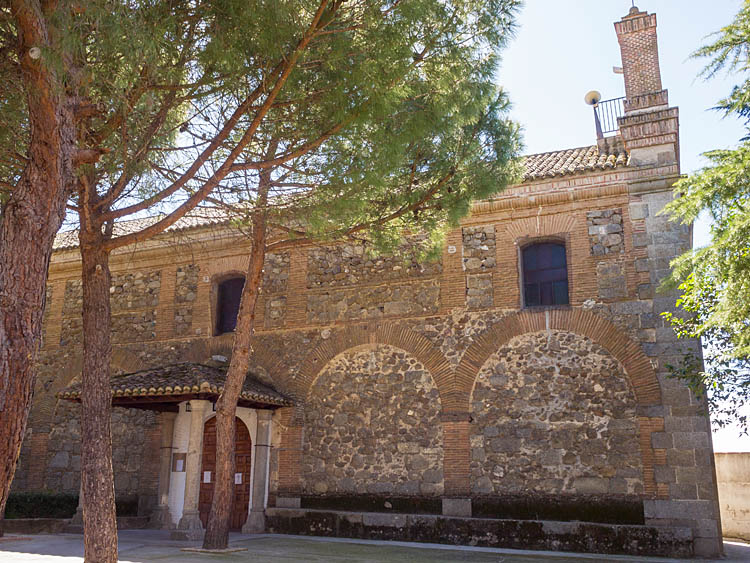
Iglesia de San Román Mártir

- Iglesia parroquial de San Román.[1] Construida en el siglo XVI, está levantada con bloques de piedra y ladrillos. Posee planta rectangular y una única capilla. Presenta un pórtico lateral sobre columnas de piedra y una espadaña moderna de tres vanos en el exterior. De su interior destaca su techumbre de artesonado, el altar mayor de cerámica y los altares laterales.[4]

## Fiestas
- Febrero: Carnavales. Chozo en la plaza de la Constitución con sardinas asadas y cena amenizada por una divertida charanga.
- Mediados de agosto: fiestas en honor a la Virgen del Buen Camino. Tradicionales encierros, corrida de toros, orquesta y tradicionales vaquillas de madrugada.
- 18 de noviembre: fiestas en honor a San Román. Tradicional comida en la plaza. Vaquillas y todo amenizado con una divertida charanga.